# Provat Lakra
Provat Lakra (born ngày 12 tháng 8 năm 1997) là một hậu vệ bóng đá người Ấn Độ hiện tại thi đấu cho Pathachakra FC.